# Briskebylinjen
Briskebylinjen er en del af Oslos sporveje, der går fra Jernbanetorget via Briskeby og Uranienborg til Majorstuen.
Sporvejen blev åbnet i 1894 af Kristiania Elektriske Sporvei som den første elektriske sporvej i Skandinavien. Samme år fik en vognstyrer på sporvejen Norges første fartbøde for at have overskredet hastighedsgrænsen, der dengang var på 18 km/t.  I 1910 fik sporvejslinjerne i Oslo linjenumre, og Briskebylinjen blev da til linje 1. I dag trafikeres den af linje 19 og mellem Majorstuen og Hegdehaugen desuden af linje 11.

## Strækning
Sporvejen udgår fra Majorstuen, hvor der er en vendesløjfe gennem Valkyriegate og Kirkeveien. Herfra går den ad Bogstadveien til Hegdehaugen, videre gennem Holtegata, Briskebyveien, Riddervolds gate og Inkognitogata til Henrik Ibsens gate, hvor den møder Skøyenlinjen, og herefter ad Henrik Ibsens gate langs Slottsparken til Nationaltheatret og Stortingsgata til Wessels plass. Herfra er der enkeltspor – Nedre Vollgate, Tollbugata og Strandgata til Jernbanetorget, Fred. Olsens gate og Prinsens gate tilbage til Wessels plass.
Der kan skiftes til T-bane på Majorstuen, Nationaltheatret og Jernbanetorget Stationer og de to sidstnævnte steder desuden til jernbaner.

### Status
Den del sporvejen har for sig selv i bydelen Frogner (fire stoppesteder betjent af linje 19) har det laveste passagertal på hele sporvejsnettet med ca. 1.500 passagerer om dagen i gennemsnit i 2004.  Trafikselskabet Ruter har derfor lagt op til at strækningen nedlægges, når fortsat drift vil kræve yderligere investeringer i infrastruktur eller materiel.  Derudover mener Ruter m.fl., at en overgang til busdrift vil medføre mindre støj og vibrationer for naboerne. På længere sigt er der desuden tanker om at bygge nye T-banestationer ved Bislett, St. Olavs plass og Homansbyen, hvilket ville kunne overflødiggøre linje 19 fra Inkognitogata mod vest og linje 11 fra Welhavens gate.
Resten af strækningen i retning mod Jernbanetorget omtales af sporvejene som Søndre streng, da den er den sydlige af de to øst-vestgående strækninger gennem Sentrum. Her arbejdes der på at flytte sporene i Tollbugata til Prinsens gate, så sporvejstrafikken på Søndre streng bliver samlet der.